# タカラレーベン西日本
株式会社タカラレーベン西日本（タカラレーベンにしにほん）は、かつて存在した愛媛県松山市二番町に本店を置く不動産会社。株式会社タカラレーベン（初代）の連結子会社であった。
前身は松山市の独立系不動産会社「株式会社住宅情報館」。
タカラレーベン（初代）の持株会社化に伴いMIRARTHホールディングス株式会社に商号変更し、持株会社の事業部門を継承したタカラレーベン西日本は株式会社タカラレーベン（2代目）に商号変更し、本社を持株会社と同じ東京都のビルへ移転した。

## 事業所
- 松山本店 - 愛媛県松山市二番町3丁目6番地5
- 福岡本社 - 福岡県福岡市中央区天神2丁目14番13号 天神三井ビル3F

## 沿革
- 1989年8月 - 「有限会社二宮物産」（本社:愛媛県松山市朝生田町）設立。
- 1996年2月 - 本社を松山市大街道3丁目に移転。賃貸管理業を開始。
- 1997年7月 - 「株式会社住宅情報館」に商号変更。
- 2002年
  - 7月 - マンション管理業を開始。
  - 10月 - コインパーキング事業を開始。
- 2004年1月 - 不動産投資顧問業を開始。
- 2007年
  - 1月 - 全国賃貸FCミニミニに加盟。
  - 6月 - 全保連・賃貸保証システムを開始。
- 2009年4月　- シュロス日銀前が竣工、オフィスビル管理業開始。
- 2015年1月 - 株式会社タカラレーベン（初代）の連結子会社化[3]。
- 2017年4月 - 「株式会社タカラレーベン西日本」に商号変更。福岡県福岡市に福岡本社を設置[4]。
- 2020年11月 - 賃貸管理業、分譲マンション管理業をグループ会社に事業譲渡。
- 2021年5月 - 松山本店を松山市二番町3丁目に移転。
- 2022年10月1日 - タカラレーベングループが持株会社体制に移行。タカラレーベン（初代）がMIRARTHホールディングス株式会社に商号変更し、グループ経営管理・エネルギー・アセットマネジメントの各事業を除く全事業をタカラレーベン西日本に会社分割。株式会社タカラレーベン西日本が株式会社タカラレーベン（2代目）に商号変更し、本社を持株会社と同じ東京都のビルへ移転。